# 白泥镇 (古蔺县)
白泥镇，原为白泥乡，是中华人民共和国四川省泸州市古蔺县下辖的一个乡镇级行政单位。2020年6月9日，撤乡设镇。

## 行政区划
白泥镇下辖以下地区：
白泥村、沙坝村、顺河村和菜板村。